# Micro-région de Mezőtúr
La micro-région de Mezőtúr (en hongrois : mezőtúri kistérség) est une micro-région statistique hongroise rassemblant plusieurs localités autour de Mezőtúr.